# Governo Frederiksen II
Il Governo Frederiksen II è il 79º ed attuale governo della Danimarca in carica dal 15 dicembre 2022, a seguito delle elezioni parlamentari. È presieduto dalla socialdemocratica Mette Frederiksen, la più giovane Ministra di Stato nella storia danese e già capo del governo precedente.
De iure, si tratta di un esecutivo di coalizione di minoranza, visto che detiene solo 89 seggi su 179 (meno della maggioranza assoluta) al Folketing, ma de facto è un pieno esecutivo di maggioranza, visto l’appoggio esterno che i partiti nelle Fær Øer ed in Groenlandia affratellati agli schieramenti attualmente al governo, e l’astensione della stessa Sinistra Radicale, apportano agli equilibri parlamentari.
Il Governo è composto da ventitré ministri.

## Formazione
In seguito alle elezioni 2022, che hanno visto una vittoria estremamente contenuta del blocco di sinistra al Folketing, la Ministra di Stato uscente Mette Frederiksen, a capo della coalizione, pur potendo formare, grazie al possesso di 90 seggi su 179, un governo di maggioranza a piena guida di sinistra, ha dichiarato, anche al fine di migliorare la stabilità di un futuro esecutivo in caso di crisi di governo e discordanze, di creare un governo trasversale e di larghe intese che potesse essere duraturo e stabile. Per questo motivo, subito dopo il voto, sono iniziati dei negoziati molto intensi fra i Socialdemocratici ed i due più grandi partiti in assemblea dopo questi, ovvero rispettivamente Venstre (partito d’ideologia liberale) e Moderati (centristi), quest’ultimi guidati dall’ex-Ministro di Stato Lars Løkke Rasmussen e già pronosticati essere un potenziale kingmaker politico.
Dopo un periodo di negoziati eccezionale (per i canoni di formazione di un governo in Danimarca) di 42 giorni, è stato finalmente annunciato, il 13 dicembre 2022, che il nuovo governo sarebbe stato sostenuto dai tre grandi partiti negozianti e i loro partiti affratellati nelle Fær Øer ed in Groenlandia, rispettivamente Siumut e Partito dell'Uguaglianza per i Socialdemocratici e il Partito dell'Unione per Venstre. I Social Liberali, infine, pur avendo fatto parte dei negoziati sin dall’inizio, hanno dichiarato all’ultimo minuto di non voler essere parte dell’esecutivo, né appoggiarlo e né essere parte dell'opposizione, dichiarando la propria volontà di astenersi in virtù di alcuni disaccordi sulle politiche inerenti a clima, infanzia ed istruzione.

## Compagine di governo

### Appartenenza politica
L'appartenenza politica dei membri del Governo alla sua formazione è la seguente:
| Partito | Partito           | Primo ministro | Ministri | Sottosegretari | Totale |
| ------- | ----------------- | -------------- | -------- | -------------- | ------ |
|         | Socialdemocratici | 1              | 10       | -              | 11     |
|         | Venstre           | -              | 7        | -              | 7      |
|         | Moderati          | -              | 5        | -              | 5      |
|         | Indipendenti      | -              | -        | 25             | 25     |
| Totale  | Totale            | 1              | 22       | 25             | 48     |

### Provenienza geografica
La provenienza geografica dei membri del Governo alla sua formazione si può così riassumere:
| Regione                | Primo ministro | Ministri | Sottosegretari | Totale |
| ---------------------- | -------------- | -------- | -------------- | ------ |
| Jutland Settentrionale | 1              | 3        | 3              | 7      |
| Selandia               | -              | 7        | -              | 7      |
| Danimarca Meridionale  | -              | 5        | 3              | 8      |
| Hovedstaden            | -              | 4        | 8              | 12     |
| Jutland Centrale       | -              | 3        | 4              | 7      |

### Situazione parlamentare
| Camera    | Collocazione | Partiti                                                                    | Seggi    |
| --------- | ------------ | -------------------------------------------------------------------------- | -------- |
| Folketing | Maggioranza  | SD (50), V (23), M (16) Appoggio esterno: JF (1), SP (1), SIU (1)          | 92 / 179 |
| Folketing | Astensione   | RV (7)                                                                     | 7 / 179  |
| Folketing | Opposizione  | SF (15), EL (9), Æ (14), LA (14), KF (10), NB (6), ALT (6), DF (5), IA (1) | 80 / 179 |

## Composizione
| Ufficio del Ministro di Stato                                         | Ufficio del Ministro di Stato | Ufficio del Ministro di Stato                                     | Ufficio del Ministro di Stato                      | Ufficio del Ministro di Stato |
| Carica                                                                | Titolare                      | Titolare                                                          | Titolare                                           | Sottosegretari di Stato |
| --------------------------------------------------------------------- | ----------------------------- | ----------------------------------------------------------------- | -------------------------------------------------- | --- |
| Ministro di Stato                                                     |                               |                                                                   | Mette Frederiksen (SD)                             | Barbara Bertelsen (Indipendente) |
| Viceministro di Stato                                                 |                               |                                                                   | Jakob Ellemann-Jensen (V) Fino al 23/10/2023       | Barbara Bertelsen (Indipendente) |
| Viceministro di Stato                                                 |                               | Troels Lund Poulsen (V) Dal 23/10/2023                            |                                                    | Barbara Bertelsen (Indipendente) |
| Ministeri senza portafoglio                                           |                               |                                                                   |                                                    | |
| Ministri                                                              | Ministri                      | Ministri                                                          | Ministri                                           | Sottosegretari di Stato |
| Ministra senza portafoglio                                            |                               |                                                                   | Stephanie Lose (V) Dal 09/03/2023 al 01/08/2023    | Carica non assegnata |
| Ministeri                                                             |                               |                                                                   |                                                    | |
| Ministri                                                              | Ministri                      | Ministri                                                          | Ministri                                           | Sottosegretari di Stato |
| Difesa                                                                |                               |                                                                   | Jakob Ellemann-Jensen (V) (fino al 22/08/2023)     | Pernille Langeberg (Indipendente) |
| Difesa                                                                |                               | Troels Lund Poulsen (V) (dal 22/08/2023)                          |                                                    | Pernille Langeberg (Indipendente) |
| Affari esteri                                                         |                               |                                                                   | Lars Løkke Rasmussen (M)                           | - Jeppe Tranholm-Mikkelsen (Indipendente) - Lisbet Zilmer-Johns (Indipendente) Delega alla politica estera - Lotte Machon (Indipendente) Delega alla politica di sviluppo - Lina Gandløse Hansen (Indipendente) Delega al commercio e agli investimenti - Jonas Bering Liisberg (Indipendente) Delega alla politica europea e all'Artico |
| Finanze                                                               |                               |                                                                   | Nicolai Halby Wammen (SD)                          | Kent Harnisch (Indipendente) |
| Economia                                                              |                               |                                                                   | Troels Lund Poulsen (V) Fino al 22/08/2023         | Stig Henneberg (Indipendente) |
| Economia                                                              |                               | Jakob Ellemann-Jensen (V) ad interim Dal 22/08/2023 al 23/10/2023 |                                                    | Stig Henneberg (Indipendente) |
| Economia                                                              |                               | Troels Lund Poulsen (V) Dal 22/08/2023 al 23/11/2023              |                                                    | Stig Henneberg (Indipendente) |
| Economia                                                              |                               | Stephanie Lose (V) Dal 23/11/2023                                 |                                                    | Stig Henneberg (Indipendente) |
| Interno e Salute                                                      |                               |                                                                   | Sophie Løhde Jacobsen (V)                          | Svend Særkjær (Indipendente) |
| Giustizia                                                             |                               |                                                                   | Peter Hummelgaard Thomsen (SD)                     | Johan Kristian Legarth (Indipendente) |
| Cultura                                                               |                               |                                                                   | Jakob Engel-Schmidt (M)                            | Dorte Nøhr Andersen (Indipendente) |
| Industria, Imprese ed Affari finanziari                               |                               |                                                                   | Morten Bødskov (SD)                                | - Michael Dithmer (Indipendente) Fino al 01/08/2024 - Jens Brøchner (Indipendente) Dal 01/08/2024 |
| Ambiente ed Uguaglianza di genere                                     |                               |                                                                   | Magnus Johannes Heunicke (SD)                      | Annemarie Lauritsen (Indipendente) |
| Affari sociali ed Edilizia abitativa                                  |                               |                                                                   | Pernille Rosenkrantz-Theil (SD) Fino al 29/08/2024 | Jens Strunge Bonde (Indipendente) |
| Affari sociali ed Edilizia abitativa                                  |                               | Sophie Hæstorp Andersen (SD) Dal 29/08/2024                       |                                                    | Jens Strunge Bonde (Indipendente) |
| Anziani                                                               |                               |                                                                   | Mette Kierkgaard (M)                               | Jens Strunge Bonde (Indipendente) |
| Impiego                                                               |                               |                                                                   | Ane Halsboe-Jørgensen (SD)                         | Søren Kryhlmand (Indipendente) |
| Infanzia ed Istruzione                                                |                               |                                                                   | Mattias Tesfaye (SD)                               | Jakob Jensen (Indipendente) |
| Immigrazione ed Integrazione                                          |                               |                                                                   | Kaare Dybvad Bek (SD)                              | Pernille Breinholdt Mikkelsen (Indipendente) |
| Tassazione                                                            |                               |                                                                   | Jeppe Bruus Christensen (SD) Fino al 29/08/2024    | - Jens Brøchner (Indipendente) Fino al 01/08/2024 - Merete Agergaard (Indipendente) Dal 23/09/2024 |
| Tassazione                                                            |                               | Rasmus Stoklund (SD) Dal 29/08/2024                               |                                                    | - Jens Brøchner (Indipendente) Fino al 01/08/2024 - Merete Agergaard (Indipendente) Dal 23/09/2024 |
| Alimentazione, Agricoltura e Pesca                                    |                               |                                                                   | Jacob Jensen (V)                                   | Morten Niels Jakobsen (Indipendente) |
| Trasporti                                                             |                               |                                                                   | Thomas Nolsøe Danielsen (V)                        | Jacob Heinsen (Indipendente) |
| Istruzione superiore e Scienza                                        |                               |                                                                   | Christina Egelund (M)                              | Hanne Meldgaard (Indipendente) |
| Clima, Energia e Servizi pubblici                                     |                               |                                                                   | Lars Aagaard (M)                                   | Lars Frelle-Petersen (Indipendente) |
| Digitalizzazione                                                      |                               |                                                                   | Marie Bjerre (V) Fino al 23/11/2023                | Sophus Garfiel (Indipendente) |
| Digitalizzazione                                                      |                               | Mia Wagner (V) Dal 23/11/2023 al 07/12/2023                       |                                                    | Sophus Garfiel (Indipendente) |
| Digitalizzazione                                                      |                               | Marie Bjerre (V) Dal 07/12/2023 al 29/08/2024                     |                                                    | Sophus Garfiel (Indipendente) |
| Digitalizzazione                                                      |                               | Caroline Stage Olsen (M) Dal 29/08/2024                           |                                                    | Sophus Garfiel (Indipendente) |
| Città ed Aree rurali Affari ecclesiastici Cooperazione nordica        |                               |                                                                   | Louise Schack Elholm (V) (fino al 23/11/2023)      | - Christian Dons Christensen (Indipendente) Presso il Ministero degli affari ecclesiastici |
| Città ed Aree rurali Affari ecclesiastici Cooperazione nordica        |                               | Morten Dahlin (V) Dal 23/11/2023                                  |                                                    | - Christian Dons Christensen (Indipendente) Presso il Ministero degli affari ecclesiastici |
| Patto verde tripartito (istituito)                                    |                               |                                                                   | Jeppe Bruus Christensen (SD) Dal 29/08/2024        | Martin Ulrik Jensen (Indipendente) ad interim |
| Sicurezza nazionale e Gestione delle emergenze (istituito)            |                               |                                                                   | Torsten Schack Pedersen (V) Dal 29/08/2024         | Morten Duus-Larsen (Indipendente) ad interim |
| Affari europei (istituito)                                            |                               |                                                                   | Marie Bjerre (V)                                   | Carica non assegnata |
| Cooperazione per lo sviluppo e Politica climatica globale (soppresso) |                               |                                                                   | Dan Jannik Jørgensen (SD) Fino al 29/08/2024       | Carica non assegnata |

### Esplicative
1. 1 2  Uno dei quali è anche Viceministro di Stato.
2. 1 2  In congedo dal 06/02/2023 al 22/08/2023 e dimissionario da quella data per motivi di salute.
3. ↑  Già Ministro sostitutivo ad interim dal 06/02/2023, durante il congedo di Jakob Ellemann-Jensen.
4. ↑  Già sostituto nel suo ruolo, ad interim e dal 06/02/2023 al 22/08/2023, dalla Ministra senza portafoglio Stephanie Lose.
5. ↑  Ministero dell'ambiente fino al 29/08/2024.
6. ↑  Ministero della digitalizzazione e della parità di genere fino al 29/08/2024.
7. ↑  Ministero delle aree rurali fino al 23/11/2023.
8. ↑  Competenze assorbite dal Ministero degli affari esteri.

### Bibliografiche
1. ↑  (DA) Emma Qvirin Holst, Danmark får ny regering: "Det betyder ikke, vi er enige om alt", Altinget, 13 dicembre 2022.
2. ↑  (DA) OVERBLIK: Rekordlange forhandlinger fra valg til regering, Sjællandske Nyheder, 13 dicembre 2022.
3. ↑   In Danimarca il centrosinistra governerà con il centrodestra, Il Post, 14 dicembre 2022.
4. ↑  (DA) Lars Bach Jørgensen, Radikale Venstre vil søge rollen som "den frie fugl", TV2, 13 dicembre 2022.
5. ↑  I partiti facenti parte di questo gruppo hanno deciso, per motivi politici e/o ideologici, di non supportare né il Governo né l’opposizione. Per questo motivo, si astengono dalle votazioni parlamentari proposte da entrambi gli schieramenti e dal supportare l’esecutivo.